# Čađavica Srednja
Čađavica Srednja är en ort i Bosnien och Hercegovina.   Den ligger i entiteten Republika Srpska, i den nordvästra delen av landet, 200 km nordväst om huvudstaden Sarajevo. Čađavica Srednja ligger 156 meter över havet och antalet invånare är 197.
Terrängen runt Čađavica Srednja är varierad. Čađavica Srednja ligger nere i en dal. Närmaste större samhälle är Bosanska Krupa, 18,8 km sydväst om Čađavica Srednja. 
Omgivningarna runt Čađavica Srednja är en mosaik av jordbruksmark och naturlig växtlighet. Runt Čađavica Srednja är det ganska tätbefolkat, med 67 invånare per kvadratkilometer.